# Macromitrium mauritianum
Macromitrium mauritianum är en bladmossart som beskrevs av Schwaegrichen 1827. Macromitrium mauritianum ingår i släktet Macromitrium och familjen Orthotrichaceae. Inga underarter finns listade i Catalogue of Life.